# Hermann Hirschbach
Hermann Hirschbach, född den 29 februari 1812 i Berlin, död den 19 maj 1888 i Gohlis nära Leipzig, var en tysk tonsättare och musikskriftställare.
Hirschbach utgav från 1842, under en följd av år, den musikaliska tidskriften Kritisches Repertorium, vars skarpsinniga, men skoningslösa och bittra kritiker gjorde hans namn fruktat och hatat. Hans kompositioner, däribland främst en symfoni och stråkkvartetter, vann föga anklang. Mot slutet av sitt liv sysselsatte han sig huvudsakligen med börsspekulationer.